# Halkbank
Halkbank är en, delvis statsägd, bank med högkvarter i Istanbul, Turkiet. Banken var tidigare helstatlig, men har delvis privatiserats i två steg (2007 då 24,98 % av aktierna såldes och 2012 då den handlade andel ökade till 48,9 %). Dess aktier handlas på Istanbulbörsen.